# Festival d'escacs de Biel de 2015
El Festival d'escacs de Biel de 2015 fou un conjunt de torneigs d'escacs que varen tenir lloc entre el 18 i el 30 de juliol a Biel/Bienne (Suïssa).
El 48è Torneig de Grans Mestres fou de categoria XIX amb una mitjana d'Elo de 2720 amb la participació de Michael Adams, Radosław Wojtaszek, Maxime Vachier-Lagrave, David Navara, Pàvel Eliànov i Richard Rapport. Competiren pel sistema de tots contra tots a doble volta (10 partides) amb el ritme de temps de 100 minuts per les primeres 40 jugades més 50 minuts per les 20 jugades següents més 15 minuts per acabar la partida amb l'afegit de 30 segons per jugada. Les taules pactades no eren permeses fins passades les quaranta jugades i si dos (o més) jugadors empetaven pel primer lloc, el guanyador vindria determinat per unes partides de desempat que tindria lloc el 31 de juliol.
El Gran Mestre Maxime Vachier-Lagrave va ser el guanyador per quarta vegada (i tercera consecutiva) baten ambdós rècords del torneig, i obtinguen 13 punts d'Elo escalant a la setzena posició del ranking mundial.

## Torneig de Grans Mestres
|   | Participants           | Rating | 1   | 2   | 3   | 4   | 5   | 6   | Punts | SB    |
| - | ---------------------- | ------ | --- | --- | --- | --- | --- | --- | ----- | ----- |
| 1 | Maxime Vachier-Lagrave | 2731   | * * | ½ 0 | 1 1 | ½ 1 | ½ ½ | ½ 1 | 6.5   | 29.75 |
| 2 | Radosław Wojtaszek     | 2733   | ½ 1 | * * | ½ ½ | 0 ½ | 1 ½ | ½ 1 | 6     | 27.75 |
| 3 | Michael Adams          | 2740   | 0 0 | ½ ½ | * * | 1 1 | 0 1 | ½ 1 | 5.5   | 24.5  |
| 4 | David Navara           | 2724   | ½ 0 | 1 ½ | 0 0 | * * | 1 ½ | 1 1 | 5.5   | 23    |
| 5 | Pàvel Eliànov          | 2723   | ½ ½ | 0 ½ | 1 0 | 0 ½ | * * | ½ 1 | 4.5   | 20.75 |
| 6 | Richard Rapport        | 2671   | ½ 0 | ½ 0 | ½ 0 | 0 0 | ½ 0 | * * | 2     | 11.25 |

## Altres esdeveniments
A més a més del Torneig de Grans Mestres, el Festival de Biel de 2015 s'hi va organitzar un Torneig de Mestres per jugadors amb Elo superior a 2000 i una bossa de premis de 7.000 francs suïssos (que fou guanyat per l'israelià Emil Sutovsky), un Torneig Obert per a jugadors amb Elo inferior a 2050 i una bossa de premis de 1.500 francs suïssos, un Torneig de partides ràpides amb una bossa de premis de 1.500 francs suïssos i un Torneig de partides llampec amb 1.000 francs suïssos de premis. També s'hi va organitzar un torneig amb partides pel sistema Fischer, un altre per a la joventut, una exhibició de simultànies, entre altres activitats relacionades amb els escacs.